# Mögölen (Kättilstads socken, Östergötland, 644578-150453)
Mögölen är en sjö i Kinda kommun i Östergötland och ingår i Motala ströms huvudavrinningsområde.